# Emperador Xiaowu de Jin
L'Emperador Xiaowu de Jin (晋孝武帝/晉孝武帝, pinyin Jìn Xiàowǔdì, Wade-Giles Chin Hsiao-wu-ti) (362–396), nom personal Sima Yao (司馬曜), nom estilitzat Changming (昌明), va ser un emperador de la Dinastia Jin Oriental (265-420) de la història xinesa.
El règim dels Yan anteriors fundat pels Xianbei va dominar gran part de la Xina del nord. Membres de la tribu Di van conquerir la regió al voltant de Shanxi, i van formar l'Imperi Di dels Qin anteriors, que el 370 envaí i conquerí Yan anteriors, unificant la majoria del nord de la Xina. El 376 després de dues campanyes contra Liang anteriors i l'estat de Dai, Fú Jiān dels Qin anteriors va tornar a unificar tot el nord de la Xina però el 383 va ser decisivament derrotat en la batalla del Riu Fei per l'exèrcit dels Jin Oriental. provocant una guerra civil massiva entre els Qin anteriors i la seva final destrucció, garantint la supervivència dels Jin Orientals i altres règims xinesos al sud del riu Iang-Tsé (Chang Jiang). Després de la batalla, les forces de Jin van guanyar part dels territoris de Henan i Shantung.
Xiaowu de Jin va morir d'una mort inusual—va ser assassinat per la seva concubina la Consort Zhang després que ell l'hagués insultat. Seria l'últim emperador Jin exercint efectivament el poder imperial, ja que els seus fills l'Emperador An i l'Emperador Gong serien controlats per regents i senyors de la guerra.

## Noms d'era
- Ningkang (寧康 níng kāng) 19 de febrer del 373 – 8 de febrer del 376
- Taiyuan (太元 tài yuán) 9 de febrer del 376 – 12 de febrer del 397

## Família
- Pare
  - Emperador Jianwen de Jin
- Mare
  - Consort Li Lingrong (d. 400)
- Esposa
  - Emperadriu Wang Fahui (creat el 375, d. 380)
- concubines rellevants
  - Consort Chen Guinü, mare del Príncep Hereu Dezong i el Príncep Dewen
  - Consort Xu, mare de la Princesa Xin'an
  - Consort Zhang
- Fills
  - Sima Dezong (司馬德宗), el Príncep Hereu (creat el 387), més tard Emperador An de Jin
  - Sima Dewen (司馬德文), el Príncep de Langye (creat el 392), més tard Emperador Gong de Jin
  - Princesa Jinling (d. 432)
  - Princesa Xin'an
  - Princesa Poyang